# Max Carl Wilhelm Weber
Max Carl Wilhelm Weber (ou Max Wilhelm Carl Weber) foi um zoólogo germano-neerlandês (Bona, 5 de dezembro de 1852 — Eerbeek, 7 de fevereiro de 1937). Naturalizou-se neerlandês em 1883.
Estudou na Universidade de Bona e continuou os estudos na Universidade de Berlim com o zoólogo Eduard Carl von Martens. Obteve o doutoramento em 1877, tornou-se médico e serviu um ano no exército.

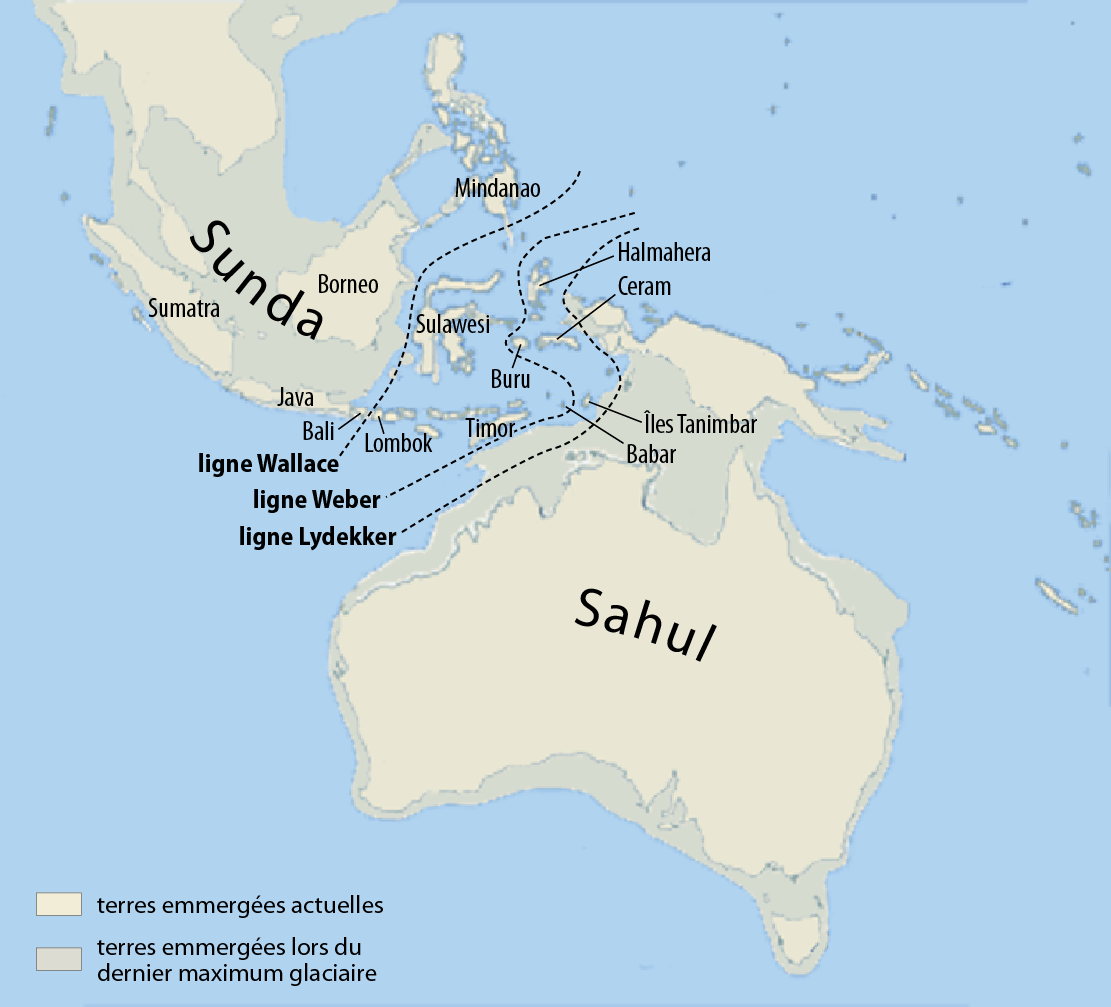
A linha de Weber corresponde à linha de equilíbrio e separação entre a fauna de mamíferos indo-malaia e a australiana.

Weber obteve um posto na Universidade de Utrecht e depois participou numa expedição na região do mar de Barents. Tornou-se professor de zoologia, de anatomia e de fisiologia na Universidade de Amesterdão em 1883. Participou ainda em muitas expedições, das quais duas destinadas a estudar a parte neerlandesa das Índias Orientais Neerlandesas. Fez um grande inventário de peixes. Publicou numerosas obras de zoologia, e foi eleito membro estrangeiro da Royal Society of London.
Foi casado com a botânica neerlandesa Anna Antoinette Weber-van Bosse, que com ele participou em várias expedições.
O seu nome está associado à linha de Weber, que separa a fauna indo-malaia de mamíferos da australiana, e que é alternativa à linha de Wallace. Tal como para o caso das plantas, Weber descobriu que para os animais vertebrados, com exceção das aves, a linha de Wallace não era a mais significativa e reveladora fronteira biogeográfica. O grupo de ilhas Tanimbar, e não a fronteira entre Bali e Lombok, pareceu-lhe ser a grande interface entre a Ásia e a Australásia no que respeita a mamíferos e outros grupos de vertebrados terrestres.

## Publicações
- Weber, M. [W. C.] (ed.), 1890-1907. Zoologische Ergebnisse einer Reise in Niederländisch Ost-Indien, 1 (1890-1891): [i-v], i-xi, maps I-III, 1-460, pls. I-XXV; 2 (1892): [i-v], 1-571, pls. I-XXX; 3 (1894): [i-v], 1-476, pls. I-XXII; 4 (1897-1907): [i-v], 1-453, pls. I-XVI (E. J. Brill, Leiden).
- Weber, M. [W. C.], 1902. Introduction et description de l'expedition", I. Siboga-expeditie.
- Weber, M. [W. C.], 1904b. Enkele resultaten der Siboga-expeditie. Versl. gewone Vergad. wis- en natuurk. Afd. K. Akad. Wet. Amsterdam, 12 (2): 910-914.
- Weber, M. [W. C.] & L. F. de Beaufort, 1911-1962. The fishes of the Indo-Australian Archipelago, I (1911). Index of the ichthyological papers of P. Bleeker: i-xi, 1-410, 1 portrait; II. (1913). Malacopterygii, Myctophoidea, Ostariophysi: I Siluroidea: i-xx, 1-404, 1 portrait; III.